# Piazza Carlo di Borbone
La Piazza Carlo di Borbone, conocida anteriormente como Piazza Reale y, hasta el 2020, Piazza Carlo III, es una gran plaza situada en Caserta, Italia. La plaza está dedicada al rey de Nápoles Carlos de Borbón, el futuro Carlos III de España, que hizo construir el Palacio Real de Caserta, situado frente a la plaza. Gracias a sus imponentes dimensiones (130 000 m²) ostenta el título de plaza más grande de Italia y es una de las plazas más grandes del mundo.

## Descripción

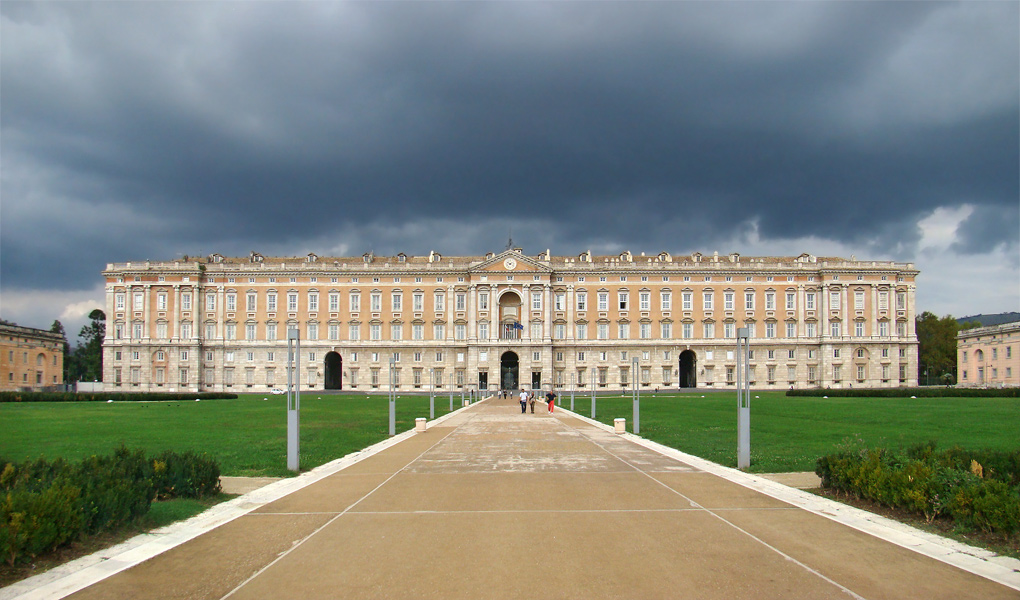
El Palacio Real de Caserta visto desde el centro de la Piazza Carlo III.

La plaza, de forma elíptica, fue diseñada por Luigi Vanvitelli a mediados del siglo XVIII en el ámbito del proyecto del Palacio Real de Caserta. La plaza representa el vértice del que parten las cinco calles más importantes de la ciudad. A ambos lados de la plaza hay dos hemiciclos que albergaban los establos y los militares en defensa del palacio real.
A principios del siglo XXI, la plaza, antes atravesada por calles abiertas al tráfico, fue sometida a una larga remodelación y restauración con el objetivo de devolverla al proyecto original de Vanvitelli. Se han remodelado la inmensa zona verde y las instalaciones de iluminación, al mismo tiempo que la plaza fue peatonalizada completamente. Debajo de la plaza se realizó un aparcamiento subterráneo, que sirve también a la vecina estación de ferrocarril y puede albergar hasta novecientos vehículos. A finales del 2009, con una solemne ceremonia, la plaza fue inaugurada con su nuevo aspecto, que la hace más agradable para los peatones.